# Panta District
Panta är ett distrikt i Liberia. Det ligger i regionen Bong County, i den centrala delen av landet, 190 km öster om huvudstaden Monrovia.
Antalet invånare uppgick, enligt folkräkningen 2022, till 19 853.